# Путіна (Перу)
Путіна (ісп. Putina) — місто в перуанських Андах (плато Альтіплано), адміністративний центр провінції Сан-Антоніо-де-Путіна у регіоні Пуно.

## Клімат
Місто перебуває у зоні так званої «гірської тундри», котра характеризується кліматом арктичних пустель. Найтепліший місяць — листопад із середньою температурою 9,6 °C (49,3 °F). Найхолодніший місяць — липень, із середньою температурою 4,6 °С (40,3 °F).
| Клімат Путіни           | Клімат Путіни | Клімат Путіни | Клімат Путіни | Клімат Путіни | Клімат Путіни | Клімат Путіни | Клімат Путіни | Клімат Путіни | Клімат Путіни | Клімат Путіни | Клімат Путіни | Клімат Путіни | Клімат Путіни |
| Показник                | Січ.          | Лют.          | Бер.          | Квіт.         | Трав.         | Черв.         | Лип.          | Серп.         | Вер.          | Жовт.         | Лист.         | Груд.         | Рік           |
| Середня температура, °C | 9,3           | 9,3           | 9,2           | 8,3           | 6,5           | 4,8           | 4,6           | 5,9           | 7,7           | 9,1           | 9,6           | 9,6           | 7,8           |
| Норма опадів, мм        | 179.9         | 145           | 127.4         | 61.5          | 22            | 5.1           | 7             | 14.4          | 49.3          | 53.9          | 66.8          | 128.6         | 860.9         |
| Днів з опадами          | 18,2          | 21,7          | 14,5          | 8,2           | 3,9           | 1,6           | 2             | 3             | 7,5           | 8,5           | 9,2           | 14,8          | 113,1         |
| Вологість повітря, %    | 69.9          | 72            | 70.6          | 62.7          | 53.5          | 47.9          | 49.1          | 51.8          | 54.8          | 54.3          | 55.3          | 63.6          | 58.8          |
| ----------------------- | ------------- | ------------- | ------------- | ------------- | ------------- | ------------- | ------------- | ------------- | ------------- | ------------- | ------------- | ------------- | ------------- |
| Джерело: Weatherbase    |               |               |               |               |               |               |               |               |               |               |               |               |               |